# Патрихаев, Иван Муратович
Иван Муратович Патрихаев (род. 3 февраля 2006, Екатеринбург) — российский хоккеист, защитник.

## Биография
Начал заниматься хоккеем в семь лет, когда в Верхней Пышме построили ледовую арену. С 2016 года стал заниматься в Екатеринбурге, вначале в «Юности», затем — в «Авто-Спартаковце». В 2021 году перешёл в московское «Динамо», в сезоне 2022/23 дебютировал за МХК «Динамо», проведя в МХЛ пять матчей. 23 мая 2024 года был обменян в ЦСКА на Антона Слепышева. Стал играть в МХЛ за «Красную армию», 14 сентября провёл первый матч в КХЛ — в гостевой игре против «Северстали» (2:4) сыграл 23 секунды.